# چهار قحطی بزرگ دوره ادو
چهار قحطی بزرگ دوره ادو (به ژاپنی: 江戸四大飢饉) به ویران‌کننده‌ترین قحطی‌های ناشی از آب‌وهوای غیرطبیعی طولانی مدت مانند خسارت سرما، خشکسالی، خسارت سیل، بروز غیرطبیعی آفت، بیماری‌ها و محصولات نامرغوب کشاورزی ناشی از فوران آتشفشان‌ها در دوره ادو اشاره دارد. این چهار قحطی عبارت بودند از:
- قحطی بزرگ کانئی（۱۶۴۲）-（۱۶۴۳）در تمام کشور (به خصوص شرق ژاپن) و در زمان توکوگاوا ایه‌میتسو (شوگون سوم) رخ داد. این قحطی در زمان سلطنت امپراتریس میشو ژاپن را تحت تأثیر قرار داد. تعداد تخمینی مرگ‌های ناشی از گرسنگی بین ۵۰٬۰۰۰ تا ۱۰۰٬۰۰۰ نفر در نظر گرفته شده‌است. علت به وجود آمدن این قحطی آب و هوای غیرعادی در سراسر کشور رگبار، سیل، خشک‌سالی، یخبندان، آفت بود.[۱]

- قحطی بزرگ کیوهو（۱۷۳۲）در منطقه چوگوکو، شیکوکو، کیوشو در غرب ژاپن، و به خصوص اطراف دریای داخلی ستو) و در زمان توکوگاوا یوشی‌مونه (شوگون هشتم) و امپراتور ناکامیکادو رخ داد. تخمین زده می‌شود که ۱۲۱۷۲–۱۶۹٬۰۰۰ نفر در اثر گرسنگی جان خود را از دست دادند. قحطی به نام دوره کیوهو (۱۷۱۶–۱۷۳۶) نامگذاری شده‌است. سرمای غیرعادی، آفت علت رخ دادن این قحطی بود.

- قحطی بزرگ تنمی（۱۷۸۲）-（۱۷۸۷ در تمام کشور (به خصوص منطقه توهوکو) در زمان توکوگاوا ایه‌هارو (شوگون دهم) به علت آتشفشان کوه آساما و لکی (کوهستان) در ایسلند و به وجود آمدن نوسان جنوبی ال‌نینو و همچنین آفت در طی دوره تنمی (۱۷۸۱–۱۷۸۹) رخ داد و به عنوان بزرگترین قحطی دوره ادو شناخته می‌شود. تأثیر ترکیبی قحطی و شیوع بیماری منجر به کاهش جمعیت بیش از ۹۲۰٬۰۰۰ نفر در سراسر ژاپن شد.

- قحطی بزرگ تنپو （۱۸۳۳）-（۱۸۳۹） در تمام کشور (به خصوص منطقه توهوکو، ولایت موتسو، ولایت دوا) در زمان توکوگاوا ایه‌ناری (شوگون یازدهم) و توکوگاوا ایه‌یوشی (شوگون دوازدهم) رخ داد. بارندگی زیاد، سیل، سرمای غیرعادی، (بارش برف در هنگام درو محصولات کشاورزی ثبت شده) علت این قحطی بود.[۲]